# جایزه ویلارد گیبس
جایزه ویلارد گیبس (به انگلیسی:Willard Gibbs Award)، توسط بخش شیکاگو در انجمن شیمی آمریکا، اعطا می‌شود. این جایزه در سال ۱۹۱۰ توسط ویلیام آ. کان‌ورس (به انگلیسی: William A. Converse) ، رئیس و دبیر سابق بخش شیکاگو انجمن شیمی تأسیس شد و نام آن برگرفته از نام جوسایا ویلارد گیبس (۱۹۰۳-۱۸۳۹)، استاد دانشگاه ییل است. قانون فازی او عملاً دانشی جدید را در علوم پایه گذاری کرد و تاثیر آن به قدری بوده‌است که از نظر بسیاری تنها دانشمند متولد آمریکا است که کشفیات به قدری بنیادین هستند که می‌توان آنها را با کشفیات نیوتن و گالیله مقایسه کرد.

## لیست برندگان
دریافت کنندگان این جایزه عبارت‌اند از:
| - ۲۰۱۹ – مارستا وای. دارنسبورگ - ۲۰۱۸ – سینتیا باروز - ۲۰۱۷ – جدیث کلینمن - ۲۰۱۶ – لارا ال. کیسلینگ - ۲۰۱۵ – جان هارتویگ - ۲۰۱۴ – جان ای. برکا - ۲۰۱۳ – چارلز لایبر - ۲۰۱۲ – مارک رتنر - ۲۰۱۱ – رابرت جی. برگمن - ۲۰۱۰ – موریس بروکارت - ۲۰۰۹ – لوئیس بروس - ۲۰۰۸ – کارولین برتوزی - ۲۰۰۷ – سیلویا تی. سِیِر - ۲۰۰۶ – ژاکلین بارتون - ۲۰۰۵ – دیوید آ. اوانس - ۲۰۰۴ – رونالد بریسلو - ۲۰۰۳ – جان ا. برامان - ۲۰۰۲ – رالف هرشمان - ۲۰۰۱ – توبین مارکس - ۲۰۰۰ – نیکلاس تورو - ۱۹۹۹ – لاورنس اف. دال - ۱۹۹۸ – ماریو مولینا - ۱۹۹۷ – کارل جراسی - ۱۹۹۶ – فرد باسولو - ۱۹۹۵ – جان ام. توماس - ۱۹۹۴ – ام. فردریک هاوثورن - ۱۹۹۳ – پیتر دروان - ۱۹۹۲ – هری گری - ۱۹۹۱ – گانتر ویلکه - ۱۹۹۰ – ریچارد زار - ۱۹۸۹ – ریچارد بی. برنستاین - ۱۹۸۸ – رادولف مارکوس - ۱۹۸۷ – آلن بارد - ۱۹۸۶ – جک هالپرن - ۱۹۸۵ – دونالد کرام - ۱۹۸۴ – الیاس کوری - ۱۹۸۳ – جان دی. رابرتس | - ۱۹۸۲ – گیلبرت استورک - ۱۹۸۱ – برت ال. والی - ۱۹۸۰ – فرانک کتان - ۱۹۷۹ – ادگار بی. ویلسون - ۱۹۷۸ – ویلیام الیور بیکر - ۱۹۷۷ – ملوین کالوین - ۱۹۷۶ – کنت پیتزر - ۱۹۷۵ – هرمان فرانسیس مارک - ۱۹۷۴ – هار گوبیند کورانا - ۱۹۷۳ – پل فلوری - ۱۹۷۲ – جان تی. ادسال - ۱۹۷۱ – هنری تاب - ۱۹۷۰ – فرانک وستایمر - ۱۹۶۹ – گرهارد هرتسبرگ - ۱۹۶۸ – هنری ایرینگ - ۱۹۶۷ – رابرت وودوارد - ۱۹۶۶ – گلن سیبورگ - ۱۹۶۵ – روبرت مالیکن - ۱۹۶۴ – آیزاک کولتف - ۱۹۶۳ – پل دی. بارتلت - ۱۹۶۲ – لارس اونزاگر - ۱۹۶۱ – لوئیس پی. همت - ۱۹۶۰ – جرج کیستیاکویکی - ۱۹۵۹ – هرمان آی. اشلزینگر - ۱۹۵۸ – ویلارد لیبای - ۱۹۵۷ – ویلیام آ. نویس جونیور - ۱۹۵۶ – ونسانت دو وینیو - ۱۹۵۵ – فرینگتون دنیلز - ۱۹۵۴ – المر کی. بولتون - ۱۹۵۳ – جان اچ. هیلبراند - ۱۹۵۲ – ویلیام کامینگ رز - ۱۹۵۱ – ویلیام جیوک - ۱۹۵۰ – کارل شیپ مارول - ۱۹۴۹ – پیتر دبای - ۱۹۴۸ – کارل فردیناند کوری - ۱۹۴۷ – وندل مردیت استنلی - ۱۹۴۶ – لینوس پاولینگ | - ۱۹۴۵ – فرانک سی. وایت‌مور - ۱۹۴۴ – جورج او. کورم جونیور - ۱۹۴۳ – کنراد الوجم - ۱۹۴۲ – توماس میدگلی جونیور - ۱۹۴۱ – ادوارد دویسی - ۱۹۴۰ – ولادیمیر ایپاتیف - ۱۹۳۹ – دونالد ون اسلایک - ۱۹۳۸ – رابرت آر. ویلیامز - ۱۹۳۷ – هربرت ان. مک‌کوی - ۱۹۳۶ – راجر آدامز - ۱۹۳۵ – چارلز آ. کراس - ۱۹۳۴ – هارولد یوری - ۱۹۳۳ – ریچارد ویلشتتر - ۱۹۳۲ – ادوارد کورتیس فرانکلین - ۱۹۳۱ – فوبیوس لِوِن - ۱۹۳۰ – ایروینگ لانگمویر - ۱۹۲۹ – کلاود هادسن - ۱۹۲۸ – ویلیام د. هارکینز - ۱۹۲۷ – جان جاکوب آبل - ۱۹۲۶ – جیمز ارواین - ۱۹۲۵ – موسز گومبرگ - ۱۹۲۴ – گیلبرت لوییس - ۱۹۲۳ – جولیوس استیگلیتز - ۱۹۲۲ – داده نشد. - ۱۹۲۱ – ماری کوری - ۱۹۲۰ – فریدریک گاردنر کترل - ۱۹۱۹ – ویلیام آلبرت بویز - ۱۹۱۸ – ویلیام مریام برتن - ۱۹۱۷ – ادوارد مورلی - ۱۹۱۶ – ویلیس ویتنی - ۱۹۱۵ – آرتور آ. نویس - ۱۹۱۴ – اِرا رِمسِن - ۱۹۱۳ – لئوهندریک باکلند - ۱۹۱۲ – تئودور ویلیام ریچاردز - ۱۹۱۱ – سوانته آرنیوس |